# Phare de Choptank River

Le phare de Choptank River (en anglais : Choptank River Light) était un phare offshore de type screw-pile lighthouse situé  en baie de Chesapeake dans le Comté de Talbot, Maryland.  Il a été remplacé par une balise automatique.

## Historique
Le premier feu à cet endroit a été construit en 1871 par Francis A. Gibbons, en remplacement d'un bateau-phare qui y était stationné. Un phare semblable au phare de York Spit en Virginie a été utilisé. Initialement équipé d'une lentille de Fresnel du sixième ordre, il a été transformé en une lentille du cinquième ordre en 1881 après que la glace ait incliné légèrement la maison. Une deuxième coulée de glace en 1918 a fait tomber la maison et l'a détruit.
Bien que l'on ait envisagé d'utiliser une structure à caissons, il a été décidé de réutiliser la maison du phare de Cherrystone Bar, qui avait été désactivé en 1919. Celui-ci a été déplacé par barge et placé sur une nouvelle fondation à six pieux en 1921, ce qui a été le seul phare en activité à être déplacé d'un endroit à un autre dans la baie. Cette lumière a duré jusqu'en 1964, lorsque la maison a été démantelée dans le cadre du programme général d'élimination de ces phares sur pilotis.
Une tourelle métallique à claire-voie a été installée sur les anciens pieux pour le remplacer. Cette balise automatique est toujours en activité.

### Réplique
Une réplique du deuxième phare de Choptank River a été construite sur le front de mer à Cambridge, dans le Maryland, et est ouverte aux visites. Celle-ci a été consacrée le 22 septembre 2012  .

## Description
Le phare actuel est une tour métallique à claire-voie de 11 m de haut, avec une balise automatique.  Il émet, à une hauteur focale de 11 m, un  éclat blanc par période de 4 secondes. 
Identifiant : ARLHS : USA-984 ; USCG : 2-24915 ; Admiralty : J2115 :

### Lien connexe
- Liste des phares du Maryland